# Рябова Софія Павлівна
Софія Павлівна Рябова (16 квітня 1898, с. Лобаски, нині Ічалковського району, Мордовія — Мінськ) — шкільна вчителька. Прототип картини Ф. В. Сичкова «Вчителька-мордовка» (1937). За національністю ерзянка.
Сестра Рябова Анатолія Павловича, основоположника ерзянської літературної мови, і Рябова Володимира Павловича, перекладача російської класики і сталінської конституції ерзянською мовою. 

## Біографія
Батько — Павло Тимофійович Рябов (помер у 1912 році), імовірно був у служінні в Болдіно, в сімействі Пушкіних. Мати — Олександра Михайлівна Рябова (до шлюбу Юрченкова). В сім'ї народилося 9 дітей, двоє з яких померли в дитинстві: Анатолій — 1894 року народження, Єлизавета — 1896, Софія — 1898, Володимир — 1900, Олександр — 1905, Капітоліна — 1908, Ліда — 1911. Всі діти, крім Ліди, здобули освіту і працювали вчителями, перекладачами, агрономами, були соціально активні. Нащадки вважають, що забезпечити освітою старших дітей допомогла протекція сім'ї Пушкіних.
Під час голоду в 1920-ті роки вирушила слідом за братами — Анатолієм і Володимиром у Томськ, «за хлібом». Потім до них приєдналася сестра Ліза. У Томську існувало «мордовське земляцтво», там жило і працювало багато ерзян ще з дореволюційного часу.
Ліза стає дружиною Васильєва Тимофія Васильовича, майбутнього засновника республіки Мордовія, дипломата. Софія — Юхима Уфімцева, торгівця худобою.

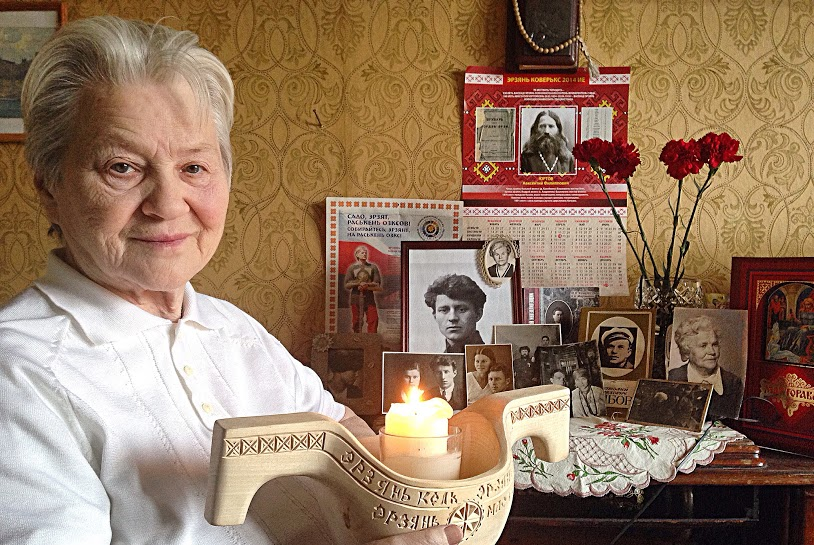
Галина Рябова-Попова

Через деякий час Рябови повертаються до Саранська.

## Родина
У 19 років Софія в Томську пошлюблює вдівця з кількома дочками. Народжує спільну доньку — Євгенію.
- Рябова Ірина
- Євген Рябов
- Анатолій Рябов

Вже в Саранську Софія стає дружиною Хримова Віктора Дмитровича (1908—1958), учня Ф. В. Сичкова. Згодом Голови Спілки художників Мордовії (1952—1958). Шлюб не був вдалим, подружжя розлучилося.

## Репресії

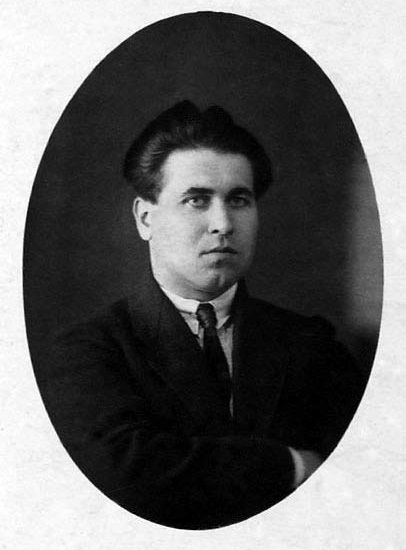
Тимофій Васильєв

Час, коли писалася картина «Вчителька-мордовка» (1937), був непростим для країни — йшли репресії. Не обійшли вони стороною і сім'ю Рябових: як раз в цей період були заарештовані і надалі розстріляні брати Володимир та Анатолій. Їх дружини засуджені як «дружини зрадників Батьківщини». Дружина Володимира відбувала термін у Акмолинському таборі дружин зрадників Батьківщини (рос. — АЛЖИР). Софія та її мати були змушені взяти на піклування їхніх дітей: Галину — доньку Володимира, у віці 1 року та Річарда, сина Анатолія, підлітка.
Згодом Софія повернула Галину матері, яка звільнилася через три роки, Річард поїхав до родичів по материнській лінії.
Через деякий час було викликано до СРСР і розстріляно чоловіка молодшої сестри Лізи — Васильєв Тимофій Васильович, який працював у радянському посольстві в Англії.
Брати Рябови входили до «Списку осіб, що підлягають судові військової колегії Верховного суду Союзу СРСР» 19.04.1938 АП РФ, оп.24, справа 416, лист 176, підписи: Сталін, Молотов, Каганович, Жданов. У списку містилося близько 100 прізвищ інтелігенції республіки Мордовія.

## Створення картини
Картина Федота Сичкова «Вчителька-мордовка» (1937) вважається однією з найкращих картин майстра. Вперше вона експонувалася на виставці «Індустрія соціалізму» 18 березня 1939 року. Ця виставка займає особливе місце в низці культурних заходів. Було завданням показати розвиток нової радянської художньої школи. Брало участь 1015 картин 459 радянських художників. Крім Ф. В. Сичкова свої картини представили відомі згодом художники: Самуїл Адліванкін, Гавриїл Горєлов, Ігор Грабар, Борис Йогансон, Микола Кримов, Георгій Ніський, Аркадій Пластов, Михайло Платунов.
На картині Софія сидить в квітучому саду, одягнена в національній ерзянській сукні. Поруч — книга. Її обличчя, на відміну від інших сичковських героїнь, не сміється, а напружене, насторожений погляд, здається, вона передбачає трагедію сім'ї.
Сам Ф. В. Сичков так прокоментував свій твір у газеті «Радянська Мордовія» в 1952 році:
«Я майже все своє життя прожив у своєму  Кочелаєві. Історія цього села, його жителів проходила перед моїми очима протягом декількох десятиліть. Зараз, думкою оглядаючи цей час, я бачу, які разючі зміни відбулися в житті Кочелаєва … Хіба міг я в дореволюційний час подумати навіть, що зустріну жінку — представницю маленької нації, яка навчає дітей на рідній мові? Ніколи! А тепер в одному тільки Кочелаєвському районі кілька десятків вчительок-мордовок навчають школярів  мокшанською мовою. Неважко уявити, якою була б доля цих жінок до 1917 року».
— "Федот Васильевич Сычков". 1986 год. Саранск. Мордовское книжное издательство. Составители Л. А. Букина и М. И. Сурина. Фотограф Н. Е. Ревизов. Рецензент -старший научный сотрудник Государственного Русского Музея Е. Н. Гусева1986